# 崔邠
崔邠（754年—815年），字處仁，貝州武城縣（今河北省衡水市故城縣）人，出自清河崔氏的清河小房，崔陲之子。

## 生平
崔邠年輕時舉進士，又考上賢良方正科。歷任渭南尉、左拾遺等，曾主責吏部選舉銓選等事務，最後官至太常卿。當時慣例，太常卿上任時，有大閱《四部樂》的禮儀。崔邠帶母親李氏一同參加，儀式進行時，崔邠親自引領母親的坐輿，路上即使是遇到公卿，他們也都必須迴避。被認為是一件很體面的事。母親去世後不久一年多，崔邠也去世了。贈吏部尚書，諡文簡。

## 家庭
- 父母：崔陲、隴西李氏[2]
- 弟：崔酆、崔郾、崔郇、崔邯、崔鄯、崔鄲、崔鄜[2]
- 子：崔璜、崔瓘[2]
- 孫：崔彥融[3]
- 曾孫：崔協[3]
- 玄孫：崔頎、崔頌、崔壽貞[3]

## 延伸阅读
[在维基数据编辑]
 《舊唐書/卷155》，出自刘昫《舊唐書》
 《新唐書·卷163》，出自《新唐書》